# Lettre sur les aveugles à l'usage de ceux qui voient
Lettre sur les aveugles à l’usage de ceux qui voient est un essai de Denis Diderot paru en 1749.

## Un essai sur la perception visuelle
Dans ce texte, Denis Diderot se penche sur la question de la perception visuelle, un sujet renouvelé à l'époque par le succès d'opérations chirurgicales permettant de donner la vue à des aveugles de naissance. Réaumur venait d'opérer une femme de la cataracte mais n'avait pas permis à Diderot ni à d'autres philosophes d'assister à l'opération. Les spéculations sont nombreuses en ce temps-là sur ce que la vue et l'usage qu'un individu peut en faire doivent à la seule perception, ou bien à l'habitude et l'expérience, par exemple pour se repérer dans l'espace, identifier des formes, percevoir les distances et les volumes, distinguer un tableau réaliste de la réalité.
Diderot explique qu'un aveugle qui se met soudainement à voir ne comprend pas immédiatement ce qu'il voit, et qu'il mettra du temps à faire le rapport entre son expérience des formes et des distances acquises par le toucher, et les images qu'il perçoit avec son œil. Mais l'adaptation à la vision dépendra en grande partie de l'éducation du sujet car le cerveau agit comme un sixième sens qui complète les sensations des autres sens.

## La critique religieuse
Dans le domaine métaphysique, Diderot développe l’idée que la morale dépend de la sensibilité, en montrant qu'un certain nombre d'arguments religieux sont sans portée pour un aveugle. La morale est donc liée à la perception de chacun, elle n’est pas universelle.
Diderot expose clairement sa vision matérialiste en évoquant son athéisme. Il développe dans un long passage des arguments qu'il attribue à un aveugle mathématicien et géomètre anglais, Nicholas Saunderson, discutant avec un ministre qui tente de lui prouver l'existence de Dieu par le spectacle de la nature (qu'il ne peut voir), puis par la perfection des organes humains. Saunderson déclare alors :
« Mais le mécanisme animal fût-il aussi parfait que vous le prétendez, et que je veux bien le croire, car vous êtes un honnête homme très incapable de m'en imposer, qu'a-t-il de commun avec un être souverainement intelligent ? S'il vous étonne, c'est peut-être parce que vous êtes dans l'habitude de traiter de prodige tout ce qui vous paraît au-dessus de vos forces. J'ai été si souvent un objet d'admiration pour vous, que j'ai bien mauvaise opinion de ce qui vous surprend. […] Un phénomène est-il, à notre avis, au-dessus de l'homme ? nous disons aussitôt  : c'est l'ouvrage d'un Dieu ; notre vanité ne se contente pas à moins. Ne pourrions-nous pas mettre dans nos discours un peu moins d'orgueil, et un peu plus de philosophie ? Si la nature nous offre un nœud difficile à délier laissons le pour ce qu'il est et n'employons pas à le couper la main d'un être qui devient ensuite pour nous un nouveau nœud plus indissoluble que le premier. Demandez à un Indien pourquoi le monde reste suspendu dans les airs, il vous répondra qu'il est porté sur le dos d'un éléphant et l'éléphant sur quoi l'appuiera-t-il ? sur une tortue ; et la tortue, qui la soutiendra ?... Cet Indien vous fait pitié et l'on pourrait vous dire comme à lui : Monsieur Holmes mon ami, confessez d'abord votre ignorance, et faites-moi grâce de l'éléphant et de la tortue. »
Il est à noter, comme l’homme de lettre John Morley le précise dans son œuvre sur Diderot et les encyclopédistes (1878), que ces paroles attribuées au professeur Saunderson ne sont que pures inventions de la part de Diderot qui est allé jusqu’à inventer une source fictive, Life of Saunderson, qu’il attribua au Dr Inchlif. Cette mystification lui valut la foudre de l’académie anglaise qui ne l’admit jamais en son cercle.

## Diderot emprisonné
La publication fit scandale, notamment dans les milieux dévots influents à la Cour, et valut à l’auteur, dont les Pensées philosophiques avaient déjà été mal reçues, d’être emprisonné trois mois. L'essai paraît en juin 1749, et Diderot est arrêté le 24 juillet et emprisonné dans le donjon de Vincennes. Sa fiche signalétique indique : « C’est un jeune homme qui fait le bel esprit et se fait trophée d’impiété, très dangereux ; parlant des saints Mystères avec mépris ». À partir du 21 août, Diderot, très abattu par l'enfermement, est autorisé à circuler dans l'enceinte du château, et à recevoir des visites.
Parmi les visiteurs de Diderot, Jean-Jacques Rousseau, alors son ami, déclare avoir eu à Vincennes des entretiens déterminants pour la suite de son œuvre. Rousseau expose ses projets de contribution au concours de l’Académie de Dijon pour 1750, sur le sujet « Si le rétablissement des sciences et des arts a contribué à épurer les mœurs », une contribution qui deviendra le Discours sur les sciences et les arts. Voici ce que Rousseau raconte à propos de ses discussions avec Diderot :
« Ce que je me rappelle bien distinctement dans cette occasion, c’est qu’arrivant à Vincennes, j’étais dans une agitation qui tenait du délire. Diderot l’aperçut ; je lui en dis la cause, et je lui lus la prosopopée de Fabricius, écrite en crayon sous un chêne. Il m’exhorta de donner l’essor à mes idées, et de concourir au prix. Je le fis, et dès cet instant je fus perdu. Tout le reste de ma vie et de mes malheurs fut l’effet inévitable de cet instant d’égarement. »
La détention de Diderot ayant, par la même occasion, interrompu l’entreprise de l’Encyclopédie, dont le projet se voyait gravement compromis, les libraires s’activèrent pour le faire libérer auprès du comte d’Argenson, Berryer et d’Aguesseau. Diderot est libéré le 3 novembre 1749.

## LesAdditions
En 1782, Diderot a publié dans la Correspondance littéraire des Additions à sa Lettre sur les aveugles. Elles sont restées inédites en volumes jusqu'au XXe siècle.

## Œuvres inspirées
En 2016 le duo d'artistes-performeurs Hantu (Weber+Delsaux) a consacré sa Performance 37- Accommodation à la Lettre sur les aveugles à l'usage de ceux qui voient, reprenant la machine qu'utilise Nicholas Saunderson (1682-1739) pour ses calculs algébriques.